# Shūsaku Endō
Shūsaku Endō (jap. 遠藤 周作 Endō Shūsaku; ur. 27 marca 1923 w Tokio, zm. 29 września 1996) – japoński pisarz, tworzący swoje utwory z perspektywy katolika żyjącego w społeczeństwie buddyjskim.

## Życiorys
Shūsaku Endō urodził się w Tokio jako drugi syn urzędnika bankowego i nauczycielki gry na skrzypcach. W 1926 roku jego rodzina przeniosła się do Mandżurii, gdzie jego ojciec został wysłany służbowo. Siedem lat później, po rozwodzie rodziców, wrócił z matką i bratem do Japonii. W Kobe jego matka zainteresowała się katolicyzmem i w wieku jedenastu lat Endō został ochrzczony.
W czasie II wojny światowej Endō studiował i pracował w fabryce. Po wojnie rozpoczął studia romanistyczne, a w latach 1950–1953 przebywał na stypendium we Francji. To wówczas podjął pierwsze próby literackie – jego relacje z pobytu w Europie były publikowane w Japonii.
We Francji zachorował na gruźlicę płuc. Także w późniejszych latach wiele czasu przebywał w szpitalach. Mimo to nie przerwał pracy literackiej i przez wiele lat regularnie publikował powieści oraz humoreski.
Powieści Endō są często skonstruowane wokół historyczno-przygodowego szkieletu, jak Samuraj, oparty na autentycznych wydarzeniach z XVII wieku (poselstwo Tsunenagi Hasekury). Jednak najważniejszą warstwę twórczości pisarza stanowi próba ukazania duchowych rozterek Japończyka-chrześcijanina w tradycyjnie buddyjskim środowisku.

## Twórczość (wybór)[1]
- Aden made (Do Adenu, 1954)
- Shiroi hito (Biały człowiek, 1955)
- Umi to dokuyaku (Morze i trucizna, 1958)
- Obakasan (Szaleniec? 1959, wyd. pol. PAX, Warszawa 1976)
- Kazan (Wulkan, 1960)
- Watakushi ga suteta onna (Kobieta, którą porzuciłem, 1964, wyd. pol. PAX, Warszawa 1978)
- Chimmoku (Milczenie, 1966, tłum. Izabela Denysenko, Instytut Wydawniczy Pax, Warszawa 1971, wyd. drugie 1986, ISBN 83-211-0684-6)
- Iesu no shōgai (Życie Jezusa, 1973)
- Samurai (Samuraj, 1980, wyd. pol. ISBN 83-211-0793-1, Warszawa 1987)
- Fukai kawa (Głęboka rzeka, 1993, wyd. pol. ISBN 83-7079-509-9, Warszawa 1996)

## Nagrody
- 1955 Nagroda im. Akutagawy za Shiroi Hito
- 1966 Nagroda Tanizaki za Milczenie
- 1992 Nagroda Ba Ka za całokształt twórczości

## Odznaczenia
- Order Kultury – 1995
- Oficer Orderu Infanta Henryka – 1968, Portugalia[2]